# Big Star
Big Star war eine 1971 gegründete US-amerikanische Rockband aus Memphis, die hauptsächlich Power Pop spielte. Big Star erwarb den Ruf als „Kultband“, die in ihrer Blütezeit kommerziell erfolglos blieb, aber zahlreiche nachfolgende Bands und Musiker beeinflusste.

## Bandgeschichte
Die Band wurde 1971 in Memphis, Tennessee von Chris Bell (Gitarre, Gesang), Andy Hummel (Bass), Jody Stephens (Schlagzeug) und Alex Chilton (Gesang, Gitarre) gegründet. Chilton war zuvor Sänger der Band Box Tops und hatte 1967 mit The Letter einen großen Hit, verließ die Band jedoch 1970. Bell, Hummel und Stephens spielten vor Big Star zusammen in der Band Icewater.
Die Songwriter Chilton und Bell waren die kreativen Köpfe hinter dem Erstlingswerk #1 Record. Das Debütalbum wurde 1972 veröffentlicht. Da es kommerziell erfolglos blieb, verließ Bell die Gruppe noch im selben Jahr, um eine Solokarriere zu beginnen. Er verstarb 1978 bei einem Autounfall. Das zweite Album Radio City von 1974 wurde ebenfalls nur wenig verkauft. Hummel verließ die Band und wurde kurzzeitig durch John Lightman ersetzt. Chilton und Stephens nahmen mit Produzent Jim Dickinson einige Lieder für ein Doppelalbum auf. Dabei wirkten einige Gastmusiker, unter ihnen auch Steve Cropper, mit. Nach den Aufnahmen löste sich Big Star 1974 auf. Die Plattenfirma Stax Records lehnte die Veröffentlichung allerdings aufgrund niedriger Verkaufserwartungen ab. Das dritte Album erschien erst 1978 unter dem Titel 3rd bzw. Third. 1985 wurde die Platte als Sister Lovers neu aufgelegt und ab 1992 unter dem Titel Third/Sister Lovers mehrfach wiederveröffentlicht.
Erst später wurde die Band in der Fachwelt anerkannt. Die drei Alben  #1 Record, Radio City und Third wurden von dem Musikmagazin Rolling Stone auf die Liste der 500 Greatest Albums of All Time gesetzt. #1 Record und Third wurden zudem in die 1001 Albums You Must Hear Before You Die aufgenommen. Chilton und Stephens trafen sich 1993 mit Jon Auer und Ken Stringfellow an der University of Missouri-Columbia für eine Wiedervereinigung und gingen auf Tournee. Einige Mitschnitte wurden veröffentlicht.
Anfang 2004 traf sich die Band, um neue Lieder aufzunehmen. Im September 2005 wurde das vierte Studioalbum In Space veröffentlicht. 2006 wurde das Lied I’m In Love With A Girl für eine TV-Werbung der Heineken-Brauerei verwendet.
Im März 2010 starb Alex Chilton, im Juli desselben Jahres Andy Hummel.
2012 erschien der Dokumentarfilm Big Star: Nothing Can Hurt Me, der die Geschichte der Band thematisiert.

## Einfluss

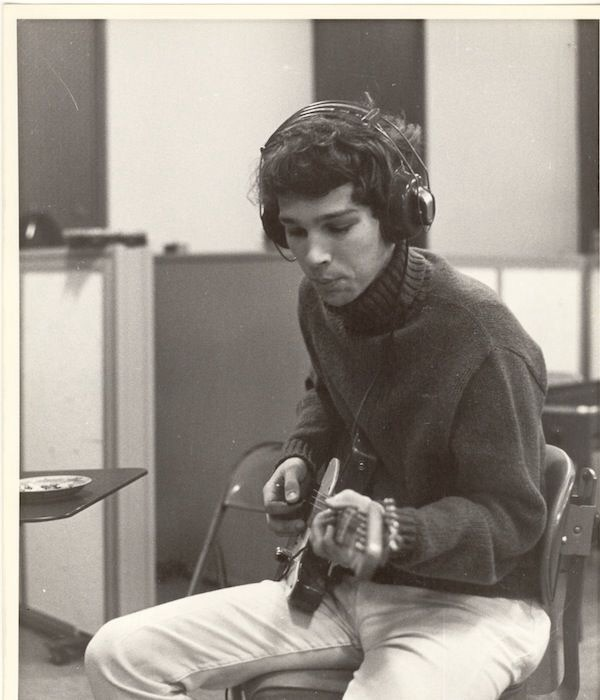
Chris Bell

Big Star übten einigen Einfluss auf zahlreiche Indie- und Alternative-Bands der 1990er und 2000er Jahre aus. Insbesondere die schottische Band Teenage Fanclub hat Big Star immer wieder als prägenden Einfluss genannt. Weitere Künstler, die Songs von Big Star gecovert haben, sind Elliott Smith, Placebo, Garbage, Erlend Øye und Håkan Hellström (Thirteen), Evan Dando, die Counting Crows und Vanessa Paradis (The Ballad of El Goodo), His Name Is Alive (Blue Moon), This Mortal Coil (Holocaust und Kangaroo), Graham Coxon (Nighttime), Jeff Buckley und Beck (Kangaroo), The Bangles und The Replacements (September Gurls) sowie Nada Surf (Blue Moon). Am 23. Mai 2006 erschien Big Star, Small World, ein Tributealbum, bei dem unter anderem Gin Blossoms, Wilco, Afghan Whigs und Whiskeytown mitwirkten.

## Diskografie
Studioalben

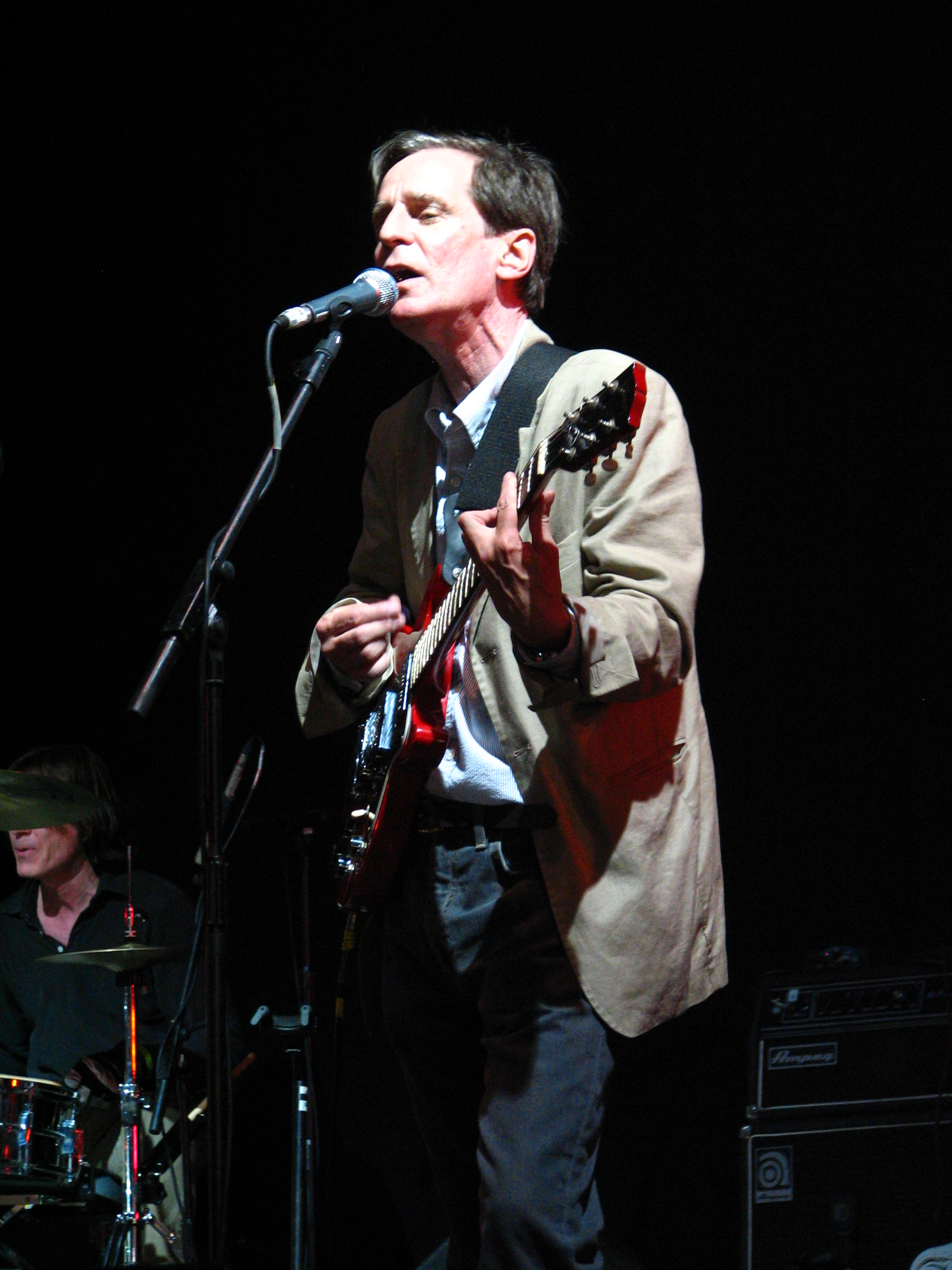
Alex Chilton 2009

- 1972: #1 Record (Ardent Records / Stax Records)
- 1974: Radio City (Ardent / Stax)
- 1978: Third (PVC Records; neuveröffentlicht als Third/Sister Lovers)
- 2005: In Space (Rykodisc)

Livealben
- 1992: Live (Rykodisc)
- 1993: Columbia: Live at Missouri University (Zoo / Volcano)
- 1999: Nobody Can Dance (Norton)
- 2011: Live Tribute at the Levitt Shell (Ardent)
- 2014: Live In Memphis (Omnivore)
- 2018: Live at Lafayette’s Music Room (Omnivore)

Kompilationen
- 1994: Biggest (Line Records)
- 1999: The Best Of (Big Beat Records)
- 2003: Big Star Story (Rykodisc)
- 2009: Keep an Eye on the Sky (Rhino Records)
- 2013: Nothing Can Hurt Me: Original Soundtrack (Omnivore)
- 2016: Complete Third (Omnivore)
- 2017: Big Star Box Set (Burger Records)
- 2017: The Best of Big Star (Craft Recordings)